# Ottavio Leoni

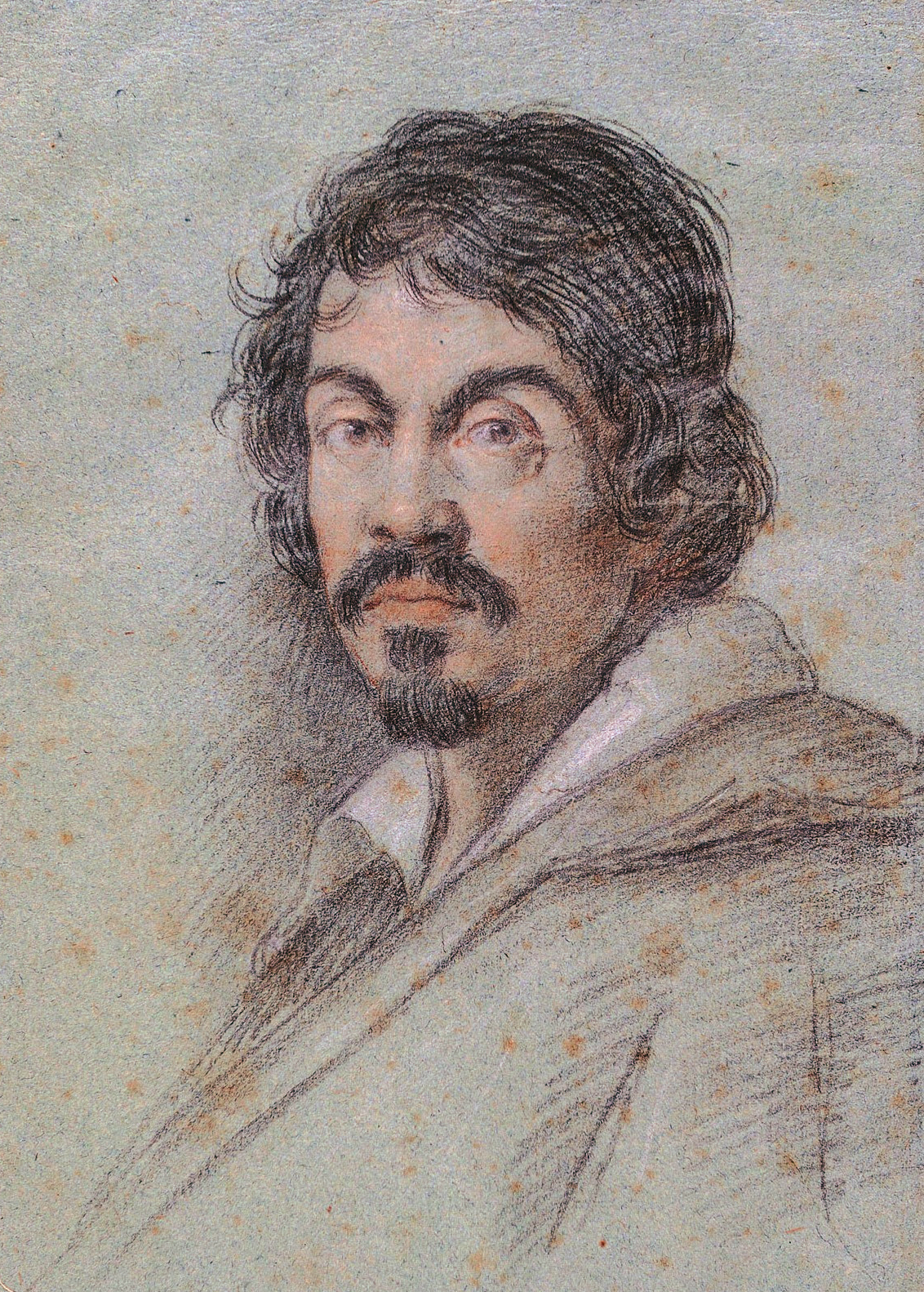
Caravaggio, por Ottavio Leoni, cerca de 1621.

Ottavio Leoni (1578 - 1630) foi um pintor e impressor italiano do começo do Barroco, que trabalhou principalmente em Roma.
Nasceu em Roma, onde estudou com seu pai, Lodovico Leoni. Pintou altares para Igrejas em Roma, tais como a Anunciação para Sant'Eustachio, Virgem e Menino com São Jacinto para a Santa Maria sopra Minerva e São Carlos, Francisco e Nicolau para a Sant'Urbano. Tornou-se membro e depois presidente da Academia de São Lucas, além de Cavaleiro da Ordem de Cristo. Morreu em Roma. Ottavio Leoni também realizou vários retratos de pintores. Seu retrato de Caravaggio é o único retrato documentado do pintor por outro artista.